# Napule ca se ne va (album Mario Merola)
Napule ca se ne va è un album-raccolta del 2005 che contiene 20 brani interpretati dal cantante Mario Merola.

## Tracce
- Passione Eterna
- Zappatore
- Cient'anne  (Con Gigi D'Alessio)
- Surriento De Nnammurate
- Tu ca nun chiagne
- Lacrime napulitane
- Vurria
- A Città 'e Pulecenella
- E Dduie Paravise
- Santa Lucia Luntana
- 'O vascio
- Luna Rossa
- Tarantella Scugnizza
- Napule Ca Se Ne Va
- Io Na Chitarra E A Lune
- Qui Fu Napoli
- 'a Muntevergine
- Catari'
- Posteggia
- Surdate